# Serapicamptis ducoroniae
Serapicamptis ducoroniae là một loài thực vật có hoa trong họ Lan. Loài này được (P.Delforge) J.M.H.Shaw mô tả khoa học đầu tiên năm 2005.